# Dubovîțea, Dubno
Dubovîțea (în ucraineană Дубовиця) este un sat în comuna Stovpeț din raionul Dubno, regiunea Rivne, Ucraina.

## Demografie
Componența lingvistică a localității Dubovîțea
     Ucraineană (100%)
Conform recensământului din 2001, toată populația localității Dubovîțea era vorbitoare de ucraineană (100%).